# حارة مدينة العمال السكنية (صنعاء)

تعديل مصدري - تعديل

حارة مدينة العمال السكنية هي إحدى حارات حي شعوب بمديرية شعوب إحد مديريات العاصمة اليمنية صنعاء، بلغ تعداد سكانها 184 نسمة حسب تعداد اليمن لعام 2004.